# Coleshill (Oxfordshire)
Pour les articles homonymes, voir Coleshill.
Coleshill est une paroisse civile et un village de l'Oxfordshire, en Angleterre.